# Bok van Blerk
Bok van Blerk - de son vrai nom Louis Andreas Pepler - (né le 30 mars 1978 à Pretoria) est un chanteur et un acteur sud-africain, issu de la communauté afrikaner.

## Biographie
Louis Andreas Pepler a grandi à Pretoria où il a fait sa scolarité. Après avoir entamé des études d'ingénierie, il s'est penché vers la musique.

## Carrière musicale

### Le succès deDe La Rey
En 2006, il est l'auteur d'une chanson rapidement devenue un véritable tube musical et disque de platine consacré au général Koos de la Rey.
En mars 2006, son premier album composé de titres chantés en afrikaans s'intitule Jy praat nog steeds my taal (vous parlez encore ma langue).  Il ressort quelques mois plus tard sous le titre de sa chanson principale De la Rey.

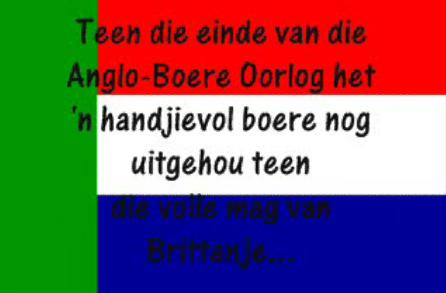
Ancien drapeau quadricolore du Transvaal, avec une inscription que l'on pourrait traduire par « À la fin de la guerre anglo-boer une poignée de Boers a toujours tenu bon contre la puissance britannique », évoquant la chanson De la Rey de Bok van Blerk

Bok van Blerk définit la chanson De la Rey comme un testament à la fierté afrikaner et se déclare fier de ses origines. Avec cette chanson, il déclare se dresser contre la culpabilité historique par laquelle on tente de stigmatiser les Afrikaners et revendique son héritage culturel. Le chanteur déclare partager le même objectif que Steve Biko, militant anti-apartheid mort en détention, quand celui-ci déclare « le plus important est de conserver sa culture et de savoir d'où l'on vient ».
La chanson titre, composée par Sean Else et Johan Vorster, est consacrée à la figure légendaire du général boer Koos de la Rey, le lion de l'ouest-Transvaal, qui s'était opposé à la guerre avec les Britanniques parce qu'il pensait que les républiques boers ne pourraient pas la gagner et y perdraient leur liberté. Une fois la seconde guerre des Boers déclenchée, De La Rey s'était loyalement engagé dans la bataille avec un héroïsme reconnu et avait défait les Britanniques lors de la bataille de Magersfontein. La chanson fait aussi référence aux femmes et enfants internés dans les camps de concentration britanniques. La vidéo musicale rappelle que 82 000 soldats boers affrontaient 350 000 soldats britanniques.
La chanson est interprétée dans la presse comme un appel au ralliement autour d'une nouvelle figure charismatique afrikaner pour guider le peuple des Boers, une telle figure ayant disparu depuis 1994 et l'avènement d'une Afrique du Sud non raciale. L'écrivain afrikaner Rian Malan déclare que l'impact émotionnel de la chanson De La Rey avait pris tout le monde par surprise mais reflétait fidèlement les sentiments profonds de beaucoup de blancs  qui se sentent exclus de la nouvelle Afrique du Sud.
La chanson, qui connaît un véritable succès national, fait naître une controverse. Certains y voient une apologie des Boers alors que d'autres craignent qu'elle ne soit récupérée par une partie de l'extrême droite pour justifier un nouveau nationalisme armé.
Lors de concerts, la chanson est sacralisée comme un nouvel hymne national[réf. nécessaire]. Plusieurs spectateurs reprennent alors le refrain De La Rey, De La Rey, sal jy die Boere kom lei?, certains brandissant alors les anciens étendards afrikaners comme celui de l'état libre d'Orange par ailleurs présent dans le clip vidéo de la chanson, titré meilleure vidéo musicale de l'année en février 2007 par la chaîne musicale sud-africaine MK89. Le concert qu'il donna à Orania notamment fut également l'objet de commentaires polémiques.
La chanson de Bok van Blerk intervient dans un contexte où la minorité Afrikaner se sent opprimée par la majorité noire, en particulier par la systématisation de l'effacement dans la toponymie locale de toute référence à l'histoire afrikaner et à ses représentants. Les procédures visant à débaptiser Pretoria, Potchefstroom sont notamment considérées comme abusives par de nombreuses associations représentatives afrikaners comme Afriforum alors que des intellectuels comme Breyten Breytenbach ou André Brink dénoncent les attaques portées selon eux contre l'afrikaans et la culture afrikaans par le gouvernement sud-africain. Bok lui-même se veut l'un des promoteurs de l'Afrikaans et a refusé de participer à un concert organisé par la station de radio 94.7 Highveld Stereo pour protester contre son refus de diffuser sur ses ondes de la musique afrikaans.

### Depuis 2006
En 2007, avec Robbie Wessels, il est l'interprète de Ons vir jou Suid-Afrika, une chanson dont le titre reprend la dernière phrase du premier couplet en afrikaans de l'ancien hymne national Die Stem van Suid-Afrika et qui est également la devise inscrite sur le cénotaphe dédié aux Voortrekkers, situé au centre du Voortrekker Monument de Pretoria.
Après le succès de De la Rey (près de 200 000 albums vendus), Bok van Blerk a sorti un nouvel album intitulé Afrikanerhart. Composé de quinze chansons, il n'a pas ré-engendré de polémiques semblables après celles qui avaient suivis la sortie du clip sur la guerre des Boers bien que les mêmes thèmes aient été abordés. Il a d'ailleurs atteint le statut de double disque de platine.
Par ailleurs, il a gagné en 2010, les 16èmes South African Music Awards pour son album Afrikanerhart.
Il a sorti fin 2010 un nouveau disque : My Kreet .

## Carrière cinématographique
Bok van Blerk a également entamé une carrière au cinéma, jouant notamment dans 4 films dont 3 de langue afrikaans, notamment deux comédies musicales intitulés Platteland (campagne en afrikaans) et As jy sing (Si tu chantes), où il joue aux côtés de chanteurs et musiciens afrikaners populaires tels Steve Hofmeyr, Lianie May et Karlien van Jaarsveld.

## Filmographie
- Platteland (2011) réalisé par Sean Else, avec Steve Hofmeyr, Lianie May et Karlien van Jaarsveld.
- "As jy sing" (2013) réalisé par André Odendaal, avec Bobby van Jaarsveld, Karlien van Jaarsveld, Robbie Wessels, Hanna Grobler, Leani Ekermans, Franja du Plessis et Georic Lomas.
- "Vrou Soek Boer" (2014) réalisé par Maynard Kraak, avec Nico Panagio et Lika Berning
- "Leading Lady" (2014) réalisé par Henk Pretorius, avec Katie McGrath et Gil Bellows
- "Modder En Bloed" [8]" (2016) réalisé par Sean Else, avec Charlotte Salt, Stian Bam, et Grant Swanby[9]